# Монтозье, Шарль
Шарль Монтозье герцог де Сен-Мор (1610—1690) — французский писатель и государственный деятель.
Был воспитателем дофина, сына Людовика XIV; под его наблюдением Боссюэ и Пьер-Даниэль Юэ издали классиков Ad usum Delphini. Монтозье отличался строгостью и прямотой; он считается прототипом мольеровского «мизантропа».
Его жена, Жюли-Люсин д’Анженн (1607—1671), дочь маркиза де Рамбуйе, известная своим умом и красотой, сделала дом Монтозье собранием известнейших ученых, поэтов, художников. В 1661 г. она была назначена воспитательницей королевских принцев и принцесс. Подаренный ей мужем альбом: «Гирлянда Юлии»  (фр. Guirlande de Julie), с цветами, нарисованными лучшими художниками, и собственноручно вписанными стихотворениями известнейших поэтов того времени, появился в печати в 1784 и 1824 гг.